# Jean Dujardin
Jean Dujardin, teljes nevén Jean Edmond Dujardin (Rueil-Malmaison, 1972. június 19. –) Oscar-díjas francia színész, rendező és producer. 
A The Artist – A némafilmes című filmben nyújtott alakításáért 2012-ben elnyerte – első francia színészként – a legjobb férfi főszereplőnek járó Oscar-díjat. Ugyanezen alakításáért megkapta a cannes-i filmfesztivál legjobb férfi főszereplőnek járó díját, valamint a Golden Globe-ot, a BAFTA-díjat és az Arany Csillagot.

## Fiatalkora
Jean Dujardin a Párizs nyugati peremterületén található Rueil-Malmaisonban született (Hauts-de-Seine, Île-de-France), és itt töltötte gyerekkorát. Az érettségi megszerzése után lakatosként kezdett dolgozni, majd kötelező katonai szolgálatot teljesített. Ekkor mutatkozott meg először komikusi tehetsége.

## Pályafutásának kezdetei
A katonai szolgálat befejezése után Párizsba utazott, ahol bárokban, kávéházakban és kisebb színházakban lépett fel, saját szerzeményeivel, majd megalapította a „la Bande du Carré Blanc” nevű társulatot Éric Collado, Emmanuel Joucla, Éric Massot és Bruno Salomone közreműködésével, akikkel a Le Carré Blanc színházban találkozott. Később a társulat Nous C Nous néven vált ismertté Franciaországban. 1997 és 1998 között háromszor léptek fel a francia M6 csatorna Graines du star című műsorában, amelyben fiatal tehetségek mutatkoznak be. Nem sokkal később Bruno Salomone-nal közösen a France 2 csatorna Farce Attaque műsorában rövid komikus szkeccseket mutatott be.
Az Un gars, une fille (1999–2003) című sorozatnak köszönhetően vált igazán ismertté Franciaországban. A sorozat, amely hamar kultikussá lett Franciaországban, egy tipikus francia házaspár mindennapi civódásait mutatja be rövid, hétperces epizódokban. A sorozat amellett, hogy elindította Dujardint a színészi pályán, magánéletileg is jelentős változásokat hozott számára: beleszeretett sorozatbeli partnerébe, Alexandra Lamyba, akit 2009-ben feleségül vett. 2014-ben Nathalie Péchalat-val házasodott össze.

## Színészi karrierje
Első igazi filmszerepét a 2004-es Tartós kapcsolat (Mariages !) című filmben kapta. 2005-ben filmet forgattak egyik, saját maga által kitalált és megformált stand-up comedy figurájáról (Brice de Nice), mely hatalmas sikert aratott, elsősorban a fiatalok körében.
A vígjáték felhívta Michel Hazanavicius rendező figyelmét a tehetséges fiatal színészre, akinek nem sokkal később főszerepet ajánlott James Bond-paródiájában (OSS 117 – Caire, nid d’espions; magyarul: OSS 117 – Képtelen kémregény), melyben a főszereplőt, Hubert Bonisseur de la Bath, fedőnevén OSS 117 titkos ügynököt játssza.

Bár az OSS 117-es kém Jean Bruce regényeiben először 1953-ban, tehát Ian Fleming első James Bond-könyvei előtt jelent meg, és több adaptáció is készült belőle, Hazanavicius nem az eredeti történetekhez nyúlt vissza, filmje 007-paródia, „Franciaország válasza James Bondra”.

A film hatalmas kasszasiker volt Franciaországban, és meghozta a kritikusok elismerését Dujardin számára, aki mesterien játssza a nagyképű, hanyag eleganciájú titkos ügynököt, és egyben imitálja Sean Conneryt. Alakítását Arany Csillaggal jutalmazták és César-díjra (az Oscar-díj francia megfelelőjére) is jelölték. 2009-ben elkészült a második rész, OSS 117, Rio ne répond plus címmel.
Az elkövetkező években Dujardin drámai szerepekben is bizonyította sokrétű tehetségét: a Contre-enquête című filmben egy rendőrfelügyelőt játszik, aki azt próbálja kinyomozni, ki ölte meg a saját kislányát, míg a Frédéric Beigbeder 99 francs című regénye alapján készült filmadaptációban egy cinikus, depressziós reklámszakembert alakít.
A tehetséges, minden műfajban kiemelkedő alakítást nyújtó színészt a kritikusok ekkor már egyre többször hasonlítják Jean-Paul Belmondóhoz.
2008-ban, Francis Huster Egy ember és kutyája (Un homme et son chien) című filmjében játszik is a nagy előd, Belmondo oldalán.
2009-ben Lucky Luke-ot játszik, majd visszatér a drámai szerepekhez a Le bruit des glaçons, valamint az Un balcon sur la mer című filmben. Rövid, de jelentőségteljes szerepet kap Guillaume Canet Apró kis hazugságok (Les petits mouchoirs, 2010) című filmjében.

## The Artist – A némafilmes
Michel Hazanavicius 2011-es fekete-fehér, francia némafilmje hozta meg számára a nemzetközi elismerést. The Artist – A némafilmes (The Artist) Hollywoodban játszódik, az 1920-as években, a hangosfilmek térnyerésének pillanatában. Dujardin a főszereplőt, George Valentint alakítja, a népszerű némafilmszínészt, aki nem tud alkalmazkodni az új műfajhoz.
Dujardin kifejező, néma alakítása világszerte szuperlatívuszokra késztette a kritikusokat.
A film a cannes-i filmfesztiválon tört be a köztudatba, ahol az akkor nemzetközi porondon ismeretlen Dujardin kapta a legjobb férfi főszereplőnek járó díjat. Azóta a francia színész egymás után gyűjti be a díjakat és elismeréseket.
Gérard Depardieu után második francia színészként megnyerte a Golden Globe legjobb férfi főszereplőnek járó díját, vígjáték kategóriában; majd az SAG-díjat (Screen Actors Guild Awards) és a BAFTA-t is. 2012-ben legjobb férfi főszereplő kategóriában Oscar-díjra jelölték, George Clooney, Brad Pitt, Gary Oldman és Demián Bichir mellett, és – első francia színészként – meg is nyerte a díjat.

## Filmográfia

### Film
| Év   | Magyar cím                   | Eredeti cím                                         | Szerep                                      | Magyar hang      |
| ---- | ---------------------------- | --------------------------------------------------- | ------------------------------------------- | ---------------- |
| 2002 |                              | À l'abri des regards indiscrets (rövidfilm)         | Jean-Luc                                    |                  |
| 2002 | Ha én gazdag lennék!         | Ah! Si j'étais riche                                | Weston                                      |                  |
| 2003 |                              | Toutes les filles sont folles                       | Lorenzi                                     |                  |
| 2003 | Alulról szagolni a rózsát    | Bienvenue chez les Rozes                            | MG                                          | Kőszegi Ákos     |
| 2003 |                              | Les Clefs de bagnole                                | önmaga                                      |                  |
| 2004 | A pénzszállító               | Le convoyeur                                        | Jacques                                     | Sótonyi Gábor    |
| 2004 | Tartós kapcsolat             | Mariages!                                           | Alex                                        | Széles László    |
| 2004 | Lucky Luke és a Daltonok     | Les Dalton                                          | Cowboy                                      |                  |
| 2004 |                              | Rien de grave (rövidfilm)                           | utazó                                       |                  |
| 2005 |                              | La vie de Michel Muller est plus belle que la vôtre | önmaga                                      |                  |
| 2005 | Szörfördög                   | Brice de Nice                                       | Brice de Nice                               |                  |
| 2005 | A társam felesége            | L'Amour aux trousses                                | Franck                                      |                  |
| 2005 | Soha ne mondd, hogy soha     | Il ne faut jurer... de rien!                        | Valentin                                    | Széles László    |
| 2006 | OSS 117: Képtelen kémregény  | OSS 117: Le Caire, nid d'espions                    | Hubert Bonisseur de La Bath                 | Széles László    |
| 2007 | Hajsza                       | Contre-enquête                                      | Richard Malinowski                          |                  |
| 2007 | Pokoli mobil                 | Hellphone                                           | harcos                                      |                  |
| 2007 |                              | Cherche fiancé tous frais payés                     | nightclub házigazda                         |                  |
| 2007 | 99 frank                     | 99 Francs                                           | Octave Parango                              |                  |
| 2008 | Csalások hálója              | Ca$h                                                | Cash                                        | Bozsó Péter      |
| 2009 | Egy ember és kutyája         | Un homme et son chien                               | A munkás                                    | Varga Gábor      |
| 2009 | OSS 117: Rio nem válaszol    | OSS 117: Rio ne répond plus                         | Hubert Bonisseur de La Bath                 | Széles László    |
| 2009 | Lucky Luke                   | Lucky Luke                                          | Lucky Luke                                  | Varga Gábor      |
| 2010 | Apró kis hazugságok          | Les petits mouchoirs                                | Ludo                                        | Széles László    |
| 2010 | A jégkockák zörgése          | Le Bruit des glaçons                                | Charles Faulque                             |                  |
| 2010 |                              | Un balcon sur la mer                                | Marc Palestro                               |                  |
| 2011 | The Artist – A némafilmes    | The Artist                                          | George Valentin                             | eredeti hang     |
| 2012 | A két mesterlövész           | Les Infidèles                                       | Fred / Olivier / François / Laurent / James |                  |
| 2013 | Möbius                       | Möbius                                              | Moïse                                       |                  |
| 2013 | A Wall Street farkasa        | The Wolf of Wall Street                             | Jean-Jacques Saurel                         | Jakab Csaba      |
| 2013 | 9 hónap letöltendő           | 9 mois ferme                                        | jelnyelvi tolmács                           |                  |
| 2014 | Műkincsvadászok              | The Monuments Men                                   | Jean Claude Clermont                        | Anger Zsolt      |
| 2014 |                              | The Connection                                      | Pierre Michel                               |                  |
| 2015 |                              | Un plus une                                         | Antoine Abeilard                            |                  |
| 2016 | Életem NAGY szerelme         | Up for Love                                         | Alexandre                                   | Fekete Ernő      |
| 2016 |                              | Brice 3                                             | Brice                                       |                  |
| 2017 |                              | Chacun sa vie                                       | Jean rendőr                                 |                  |
| 2017 |                              | Sahara                                              | Georges                                     |                  |
| 2018 |                              | I Feel Good                                         | Jacques                                     |                  |
| 2018 | Az én hősöm                  | Le Retour du héros                                  | Charles-Grégoire Neuville kapitány          | Debreczeny Csaba |
| 2019 |                              | Deerskin                                            | Georges                                     |                  |
| 2019 | Tiszt és kém – A Dreyfus-ügy | J'accuse!                                           | Georges Picquart alezredes                  |                  |
| 2021 |                              | OSS 117: Alerte Rouge en Afrique Noire              | Hubert Bonisseur de La Bath / OSS 117       |                  |
| 2021 |                              | Présidents                                          | Nicolas Sarkozy                             |                  |
| 2022 |                              | Novembre                                            | Fred                                        |                  |
| 2023 |                              | Les Chemins de Pierre                               | Pierre                                      |                  |

### Televízió

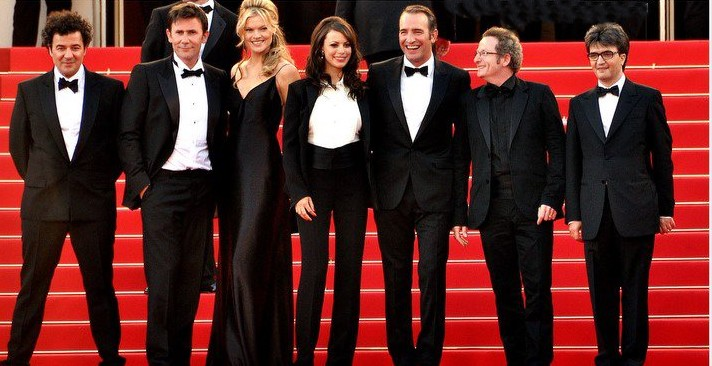
A némafilmes stábja - balról jobbra: Ludovic Bource (zeneszerző), Michel Hazanavicius (rendező), Missy Pyle, Bérénice Bejo és Jean Dujardin (színészek), Guillaume Schiffman (operatőr), Thomas Langmann (producer)

| Év        | Eredeti cím                          | Szerep          | Megjegyzések              |
| --------- | ------------------------------------ | --------------- | ------------------------- |
| 1996–1999 | Carré Blanc / Nous C Nous            | több szereplő   | szkeccsműsor              |
| 1997–1998 | Farce Attaque                        | önmaga          |                           |
| 1999–2003 | Un gars, une fille (francia sorozat) | Jean / "Loulou" | 439 epizód                |
| 1999      | Un gars, une fille (kanadai sorozat) | Jean / "Loulou" | vendégszereplő (1 epizód) |
| 2007      | Deux sur la balançoire               | Jerry Ryan      | tévéfilm                  |
| 2008      | Palizzi                              | Dustman         | alkotó és rendező         |
| 2012      | Saturday Night Live                  | George Valentin | 1 epizód                  |
| 2013      | Le débarquement                      | több szereplő   | 2 epizód                  |
| 2013      | Platane                              | önmaga          | 1 epizód                  |
| 2018      | Dix pour cent                        | Jean Dujardin   | 2 epizód                  |